# L'Ourbise
L'Ourbise este o arie protejată (sit de importanță comunitară — SCI) din Franța întinsă pe o suprafață de 377 ha, integral pe uscat.

## Localizare
Centrul sitului L'Ourbise este situat la coordonatele 44°23′00″N 0°16′37″E / 44.38333°N 0.27694°E.

## Înființare
Situl L'Ourbise a fost declarat arie specială de conservare în baza directivei 92/43 din 1992 referitoare la conservarea habitatelor naturale și a faunei și florei sălbatice pentru a proteja 6 specii de animale.

## Biodiversitate
Situată în ecoregiunea atlantică, aria protejată conține 2 habitate naturale: Păduri aluvionare cu Alnus glutinosa și Fraxinus excelsior (Alno-Padion, Alnion incanae, Salicion albae), Lacuri eutrofice naturale cu vegetație de tip Magnopotamion sau Hydrocharition.
La baza desemnării sitului se află mai multe specii protejate:
- mamifere (1): nurcă (Mustela lutreola)
- nevertebrate (1): Austropotamobius pallipes
- pești (3): zglăvoacă (Cottus gobio), cicar (Lampetra planeri), Parachondrostoma toxostoma
- reptile (1): țestoasa de baltă (Emys orbicularis)